# Kormoran
Pour les articles homonymes, voir HSK.
Le Kormoran (HSK 8) (ou Schiff 41) est un croiseur auxiliaire de la Kriegsmarine employé durant la Seconde Guerre mondiale. Il était connu de la Royal Navy sous le nom de Raider G.

À l'origine, il s'agit d'un cargo nommé Steiermark. Acquis par la marine allemande au début de la guerre, il est converti en croiseur auxiliaire. Il s'agit du plus gros croiseur auxiliaire employé par le IIIe Reich.
Durant le conflit, il opère dans l'Atlantique et l'océan Indien, coulant dix cargos et en capturant un onzième. Son principal fait d'armes reste la destruction du croiseur léger australien HMAS Sydney lors d'une bataille au large de l'Australie-Occidentale au cours de laquelle les deux navires disparaissent le 19 novembre 1941. 318 des 399 marins à bord du navire allemand sont secourus et placés dans des camps de prisonniers tandis que l'on ne retrouve aucun survivant parmi les 645 militaires à bord du navire australien.
L'épave du Kormoran est découverte le 12 mars 2008, cinq jours avant celle du Sydney, au cours d'une mission exploratrice.